# Fujigran
Fujigran (Abies veitchii) är en tallväxtart som beskrevs av John Lindley. Fujigran ingår i släktet ädelgranar, och familjen tallväxter. IUCN kategoriserar arten globalt som livskraftig. Arten förekommer tillfälligt i Sverige, men reproducerar sig inte.
Denna gran växer på öarna Honshu och Shikoku i Japan. Den hittas i bergstrakter mellan 1100 och 2800 meter över havet. Marken i utbredningsområdet är vanligen av vulkaniskt ursprung och klimatet kännetecknas av snörika vintrar samt stormar under andra årstider. Fujigran kan bilda barrskogar tillsammans med bland annat Abies mariesii, Larix kaempferi, Thuja standishii, Pinus parviflora, Pinus pumila och Tsuga diversifolia. I lägre delar av bergstrakterna kan även lövträd som Betula ermanii, Sorbus commixta, Prunus nipponica, och medlemmar av släktet Acer vara inblandade.

## Underarter
Arten delas in i följande underarter:
- A. v. sikokiana
- A. v. veitchii

## Bildgalleri

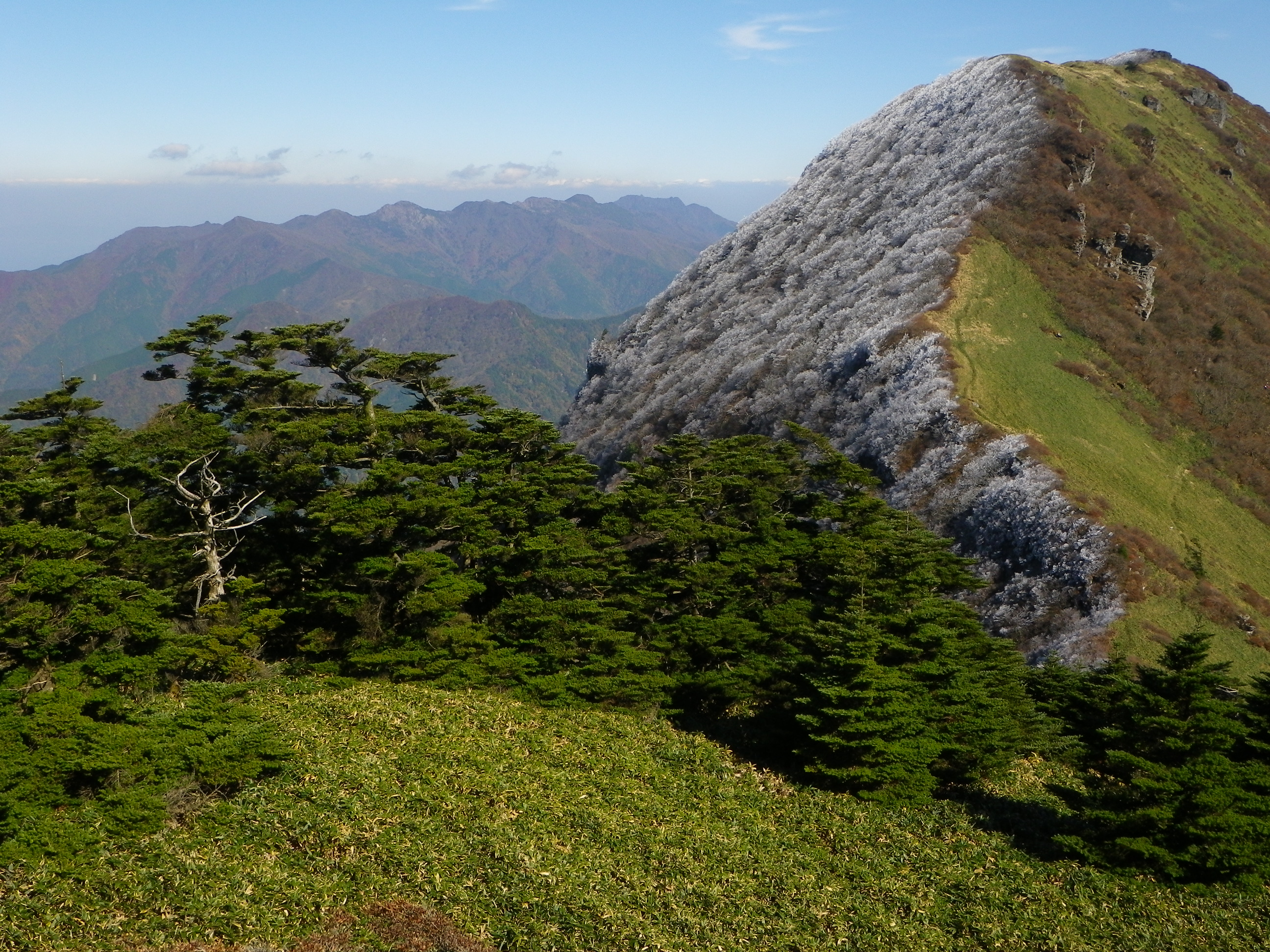
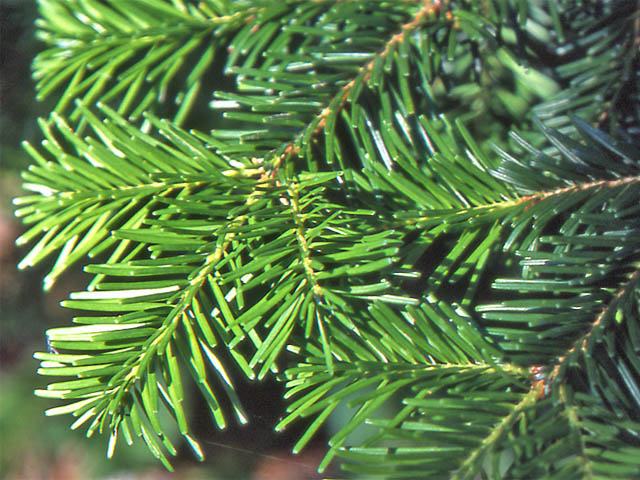
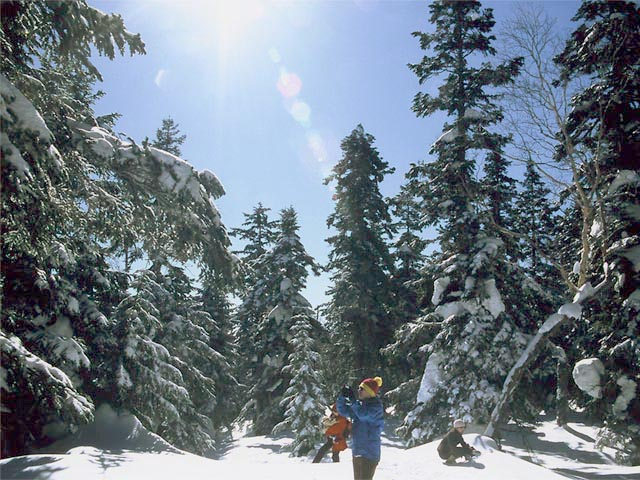
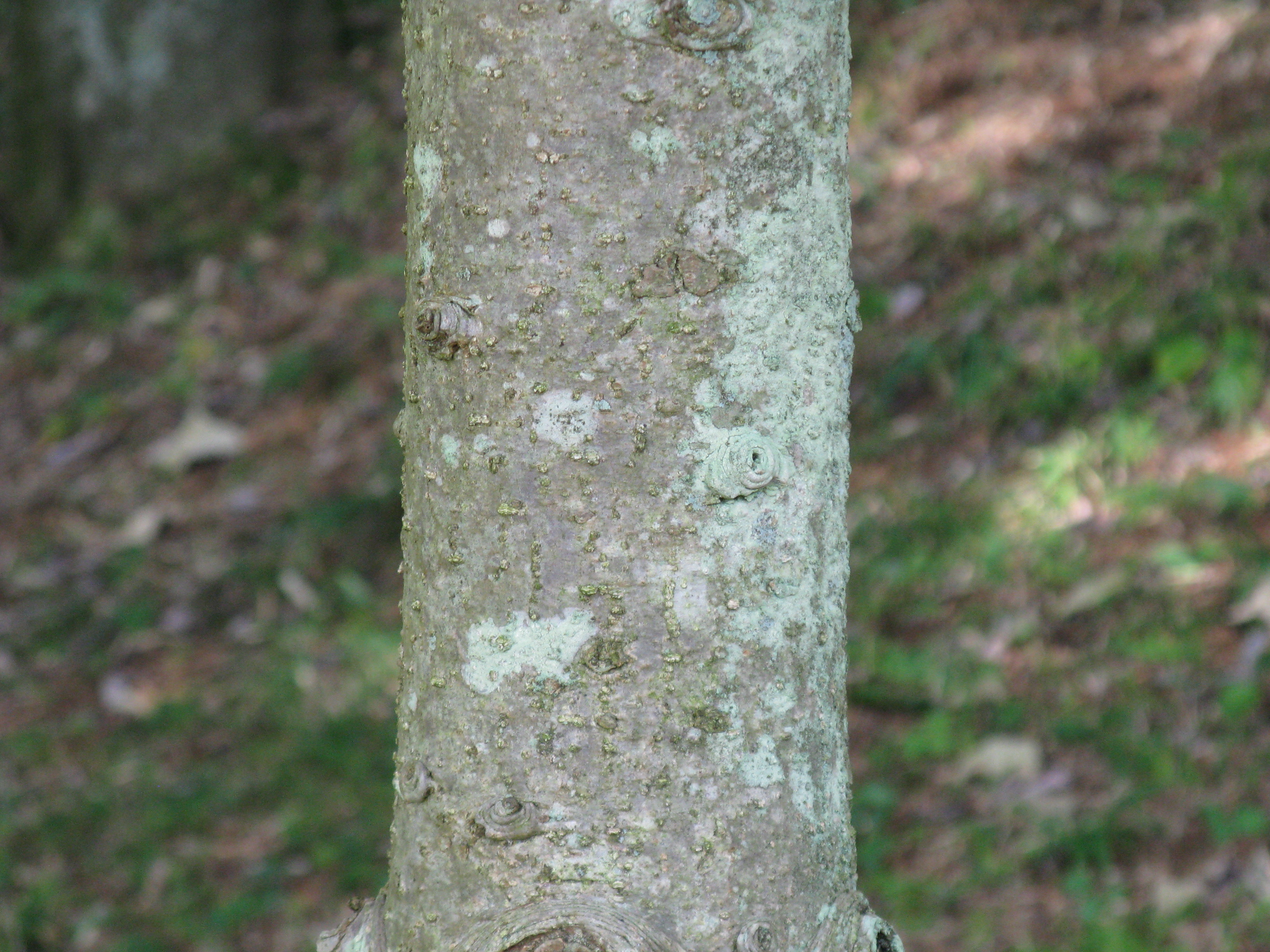
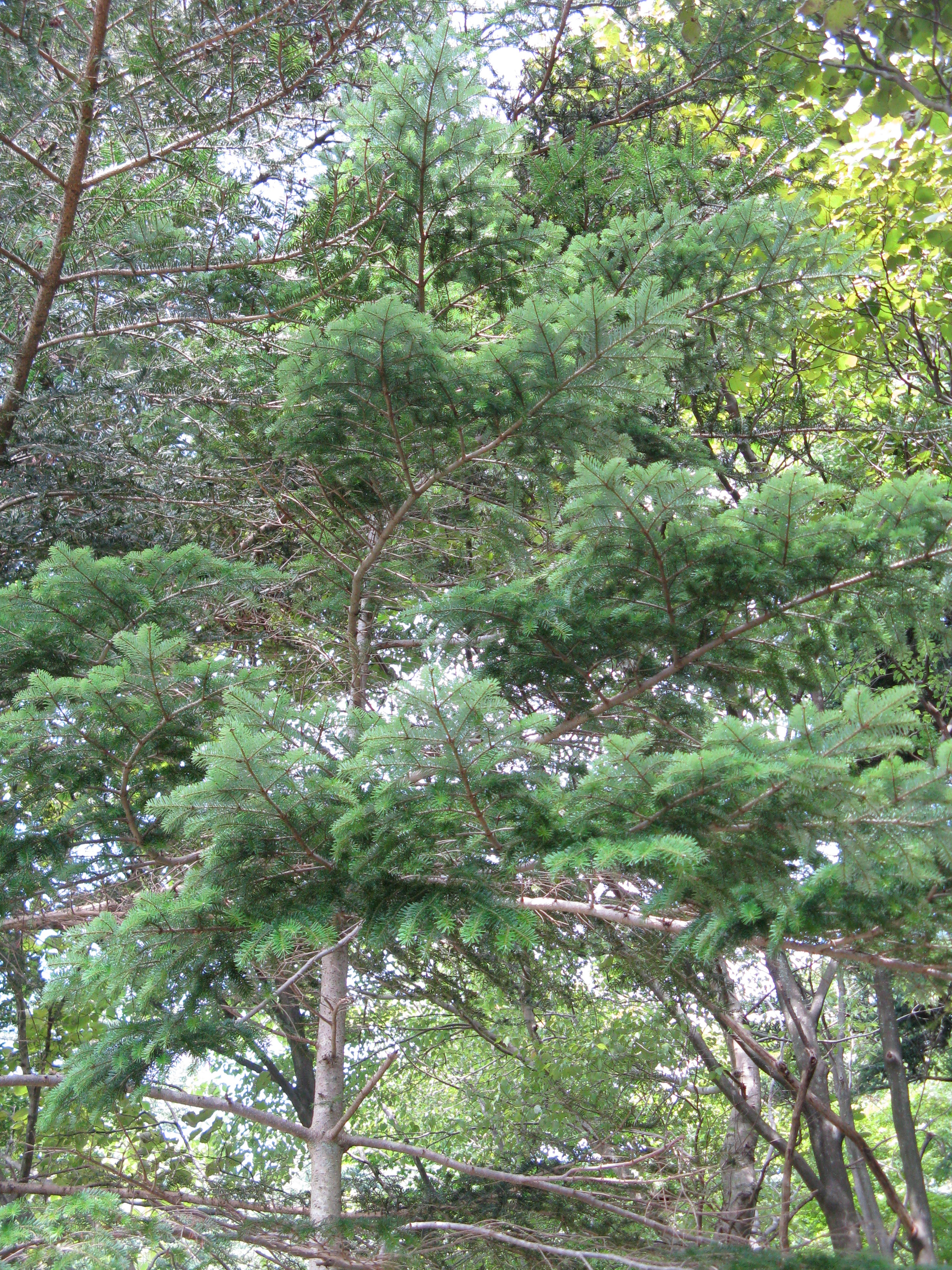
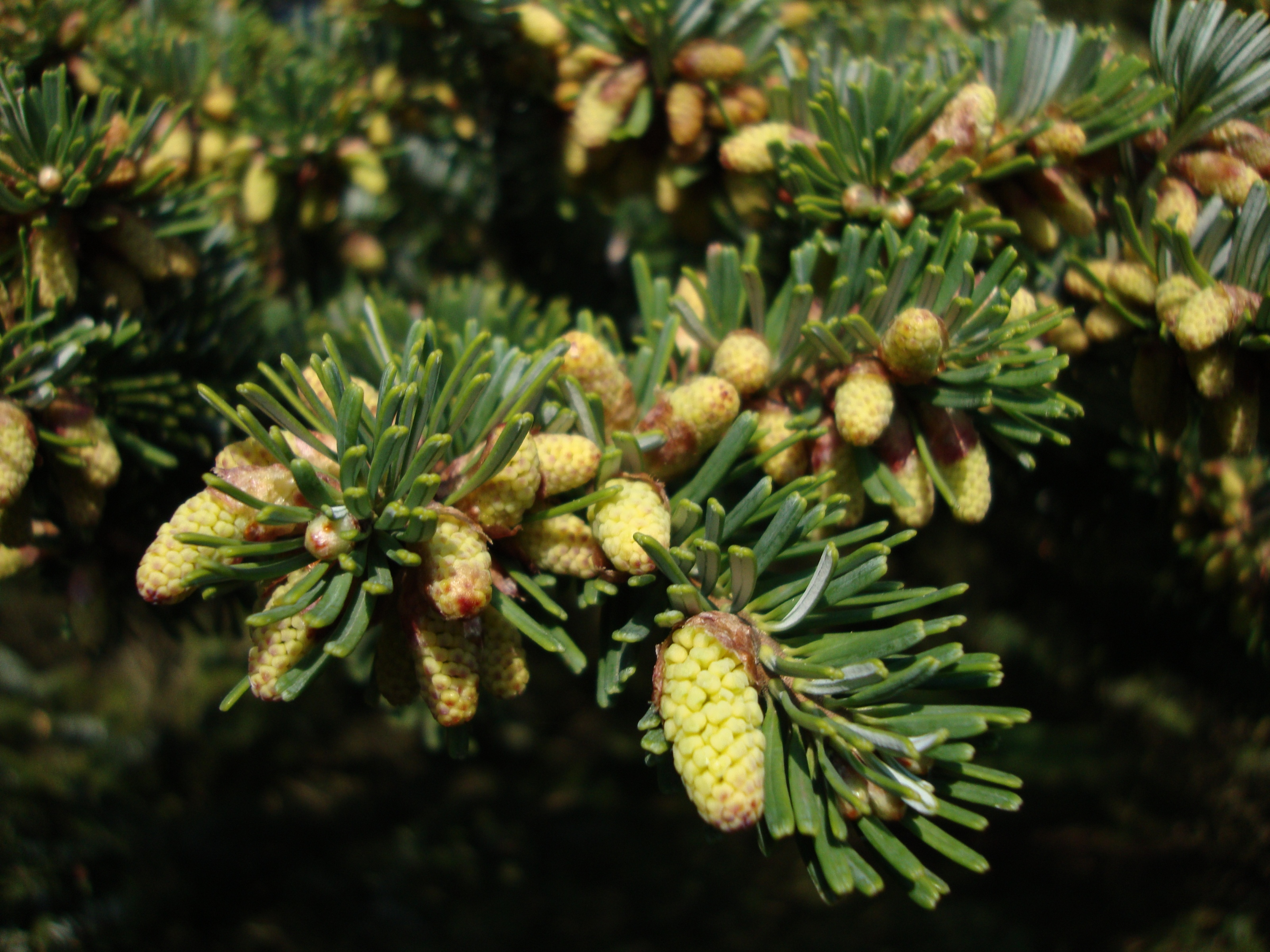